# Acrocordita
L'acrocordita és un mineral de la classe dels fosfats que pertany i dona nom al grup de l'acrocordita. El seu nom fou posat a partir del mot grec ακρόχορδον (berruga), fent referència a la seva aprença.

## Característiques
L'acrocordita és un rar mineral de manganès, arsènic, oxigen i hidrogen. Químicament és un arsenat hidroxilat i hidratat de fórmula química (Mn2+,Mg)₅(AsO₄)₂(OH)₄·4H₂O. Cristal·litza en el sistema monoclínic. La seva duresa a l'escala de Mohs és 3,5, i té una densitat de 3,19-3,35 g/cm³.
L'exemplar que va servir per a determinar l'espècie, el que es coneix com a material tipus, es troba conservat a les col·leccions mineralògiques del Museu Nacional d'Història Natural, l'Smithsonian, situat a Washington DC (Estats Units), amb el número de registre: r5396.

## Formació i jaciments
Va ser descoberta a la mina Långban, situada al municipi de Filipstad (Comtat de Värmland, Suècia). També ha estat descrita a la mina Moss, també situada a Filipstad, així com a la mina Sterling, a Ogdensburg (Nova Jersey, Estats Units) i a la mina Grund, a Bergstadt Bad Grund (Baixa Saxònia, Alemanya).